# Canthidium korschefskyi
Canthidium korschefskyi là một loài bọ cánh cứng trong họ Bọ hung (Scarabaeidae).